# Yellville
Yellville és una població dels Estats Units a l'estat d'Arkansas. Segons el cens del 2000 tenia 1.312 habitants.

## Demografia
Segons el cens del 2000, Yellville tenia 1.312 habitants, 535 habitatges, i 356 famílies. La densitat de població era de 199,4 habitants/km².
Dels 535 habitatges en un 30,7% hi vivien nens de menys de 18 anys, en un 48,8% hi vivien parelles casades, en un 15% dones solteres, i en un 33,3% no eren unitats familiars. En el 30,3% dels habitatges hi vivien persones soles el 18,3% de les quals corresponia a persones de 65 anys o més que vivien soles. El nombre mitjà de persones vivint en cada habitatge era de 2,31 i el nombre mitjà de persones que vivien en cada família era de 2,84.
Per edats la població es repartia de la següent manera: un 24,2% tenia menys de 18 anys, un 9% entre 18 i 24, un 22,3% entre 25 i 44, un 22,3% de 45 a 60 i un 22,3% 65 anys o més.
L'edat mediana era de 41 anys. Per cada 100 dones de 18 o més anys hi havia 79,6 homes.
La renda mediana per habitatge era de 26.250 $ i la renda mediana per família de 31.793 $. Els homes tenien una renda mediana de 26.000 $ mentre que les dones 18.056 $. La renda per capita de la població era de 12.618 $. Entorn del 13,2% de les famílies i el 17,7% de la població estaven per davall del llindar de pobresa.

## Poblacions més properes
El següent diagrama mostra les poblacions més properes.